# Indohyus
L'indoio (gen. Indohyus) è un mammifero estinto appartenente agli artiodattili, ed è considerato molto vicino all'antenato delle balene. Visse nell'Eocene inferiore (circa 48 milioni di anni fa), e i suoi resti sono stati ritrovati in India settentrionale e in Cina.

## Descrizione
In questo animale, della taglia di un procione, le zampe erano molto allungate, come in molti artiodattili primitivi, ed erano dotate delle articolazioni tipiche di questo gruppo. Nonostante l'aspetto snello e leggero, questo animale era piuttosto pesante: ciò era causato dall'insolito ispessimento delle pareti ossee (una condizione nota come pachiostosi), che rendeva l'animale adatto a vivere sott'acqua.
Il cranio era particolarmente allungato e dotato di una dentatura piuttosto simile a quella dei cetacei (ad esempio i molari a corona alta e la disposizione degli incisivi), ma la caratteristica più notevole era la presenza di una piccola flangia ispessita nell'orecchio medio. Questa flangia, nota come involucrum, era conosciuta in precedenza solo nei cetacei.

## Dentatura
L’analisi di vari esemplari di Indohyus provenienti dall’area di Kalakot ha permesso di descrivere gli incisivi e i canini, fornendo una ricostruzione dettagliata della sua dentizione anteriore. Il campione di 34 esemplari esaminati ha evidenziato una notevole variazione intraspecifica, in particolare nelle dimensioni dei canini superiori. Due esemplari presentano canini significativamente più piccoli rispetto agli altri, suggerendo un possibile dimorfismo sessuale.
Morfologicamente, la dentatura anteriore di I. indirae è molto simile a quella di altri Raoellidae ben documentati, come Khirtharia inflata e Rajouria gunnelli. Tuttavia, si riscontrano alcune differenze tra I. indirae e K. inflata, tra cui radici più robuste sugli incisivi superiori, la presenza di diastemi tra i denti superiori e un cingolo meno pronunciato sui canini superiori. Queste caratteristiche avvicinano morfologicamente I. indirae ai Pakicetidae.
La ricostruzione composita della dentatura anteriore mostra che gli incisivi superiori sono caniniformi e morfologicamente molto simili tra loro, mentre gli incisivi inferiori, pur essendo appuntiti, mantengono una forma incisiforme e si differenziano maggiormente tra loro. Sia gli incisivi superiori che quelli inferiori sono ricurvi all’indietro, con la fila degli incisivi superiori disposta su un arco ampio e aperto.

## Possibile stile di vita
A dispetto delle lunghe zampe e dell'aspetto agile, l'indoio doveva essere un animale semiacquatico; ciò è dedotto da alcune caratteristiche dello scheletro, tipiche dei vertebrati acquatici. Le ossa ispessite, ad esempio, erano molto utili per mantenere facilmente il corpo sott'acqua a lungo, forse per sfuggire ai predatori o per cibarsi di piante acquatiche. La flangia ossea dell'orecchio medio, evidentemente, amplificava le capacità uditive dell'orecchio sott'acqua, caratteristica tramandata al suo diretto discendente Pakicetus.
Nel complesso, la dentatura anteriore di Indohyus sembra formare un apparato di presa, utile per catturare e trattenere il cibo, una caratteristica condivisa con i cetacei basali. La presenza di una dentatura  anteriore adattata alla cattura di prede nei Raoellidae suggerisce una possibile capacità di predare piccoli invertebrati d’acqua dolce, segnando così un primo passo verso la dieta carnivora dei primi cetacei ancestrali.

## Classificazione
L'indoio è un membro della primitiva famiglia di artiodattili nota come raoellidi (Raoellidae); questi animali sono noti principalmente per i resti della dentatura, ma un esemplare di indoio ben conservato mostra che i raoellidi dovevano essere molto vicini all'origine dei cetacei. Alcuni caratteri hanno indotto gli studiosi a ritenere i membri di questa famiglia come i più probabili antenati di balene e delfini. In precedenza, studi molecolari avevano indicato che i cetacei condividevano un'origine comune con gli ippopotami, ma questa ipotesi non era supportata da alcun riscontro fossile; anzi, vi era uno iato temporale di almeno 35 milioni di anni tra i primi cetacei e i presunti antenati degli ippopotami. Alcuni studiosi hanno avvicinato l'origine dei cetacei alla famiglia degli antracoteridi, considerata prossima agli ippopotami, ma le somiglianze dell'orecchio interno di Indohyus con quello dei cetacei sono molto forti, e indicano i raoellidi come i più probabili antenati del gruppo.